# Uloborus georgicus
Uloborus georgicus är en spindelart som beskrevs av Tamara Mcheidze 1997. Uloborus georgicus ingår i släktet Uloborus och familjen krusnätsspindlar. Inga underarter finns listade i Catalogue of Life.